# المبرهنة الأساسية في الحسابيات

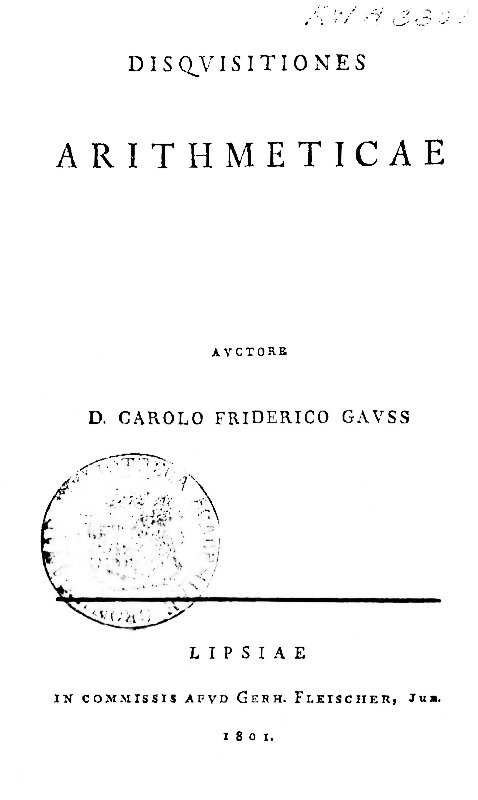
المبرهنة المتعلقة بالتحليل الأوحد لجداء عوامل بُرهنت من طرف غاوس في كتابه استفسارات حسابية الذي نُشر عام 1801. في هذا الكتاب استعمل غاوس المبرهنة الأساسية من أجل البرهان على قانون التقابل التربيعي.

المبرهنة الأساسية في الحسابيات (بالإنجليزية: Fundamental theorem of arithmetic)‏ أو ما يعرف بمبرهنة التحليل إلى جداء أعداد أولية هي مبرهنة رياضية تنص على أن كل عدد صحيح طبيعي غير منعدم يمكن كتابته على شكل جداء أعداد أولية، وهذه الكتابة وحيدة. ومثال ذلك:
{\displaystyle 6936=2^{3}\times 3\times 17^{2}}  أو  {\displaystyle 1200=2^{4}\times 3\times 5^{2}}

## تعميمات
{\displaystyle n=p_{1}^{\alpha _{1}}p_{2}^{\alpha _{2}}\cdots p_{k}^{\alpha _{k}}=\prod _{i=1}^{k}p_{i}^{\alpha _{i}}}